# Carl Friedrich Wilhelm Richard
Carl Friedrich Wilhelm Richard, auch Karl Friedrich Wilhelm Richard (* um 1725 im Kurfürstentum Hannover; † um 1770 in Hamburg) war ein deutscher Zeichner, Radierer und Maler.

## Leben und Wirken
Richard malte Bildnisse in Öl, Pastell und Aquarell und unternahm mehrere Reisen, unter anderem nach England. Hier war er recht erfolgreich. Er kam nach Hamburg, wo er sich zu einem „trefflichen Künstler“ im Porträtfach weiterbilden konnte und sich dort niederließ. Ein bekanntes Werk ist das Bildnis des Abtes Ferdinand Ambrosius Fidler, welches von Johann Christian Gottfried Fritzsch in Kupfer gestochen und 1858 versteigert wurde. Er fertigte auch ein Porträt des Augenarztes John Taylor sowie eine Radierung aus dem Jahr 1758 nach David Teniers, die vier Bauernknaben beim Befüllen einer Ochsenblase mit Luft zeigt. Einer seiner Schüler war der Zeichner und Miniaturmaler Johann Samuel Zimmer (1751–1821), der später als Universitätszeichenlehrer tätig war. Ein weiterer Schüler war der schwedische Miniatur- und Emaillemaler Peter Adolf Hall (1739–1793), der ab 1858 Malstudien bei ihm betrieb.
Werke (Auswahl)
- Porträt des Augenheilers John Taylor
- Porträt des Abtes Ferdinand Ambrosius Fidler
- Bauern Tanz im Freien oder Peasants’ Dance Outdoors, Metropolitan Museum of Art[5]